# 花蓮文化創意產業園區
23°58′34″N 121°36′16.3″E / 23.97611°N 121.604528°E
花蓮文化創意產業園區（簡稱花蓮文創園區）是位於台灣花蓮縣花蓮市的一座文化創意產業園區，是由文化部管理的五個文化創意園區之一。

## 歷史

### 日治時期

#### 專賣局花蓮港支局和酒廠
花蓮文化創意產業園區最早為1913年由「宜蘭振拓株式會社」設立的「花蓮港工場」，專門製造紅酒和米酒等酒類。臺灣總督府為了在1922年7月實施酒類專賣，於1922年4月11日先重整了專賣局的組織，徵收宜蘭振拓株式會社的酒廠，並設立了「花蓮港專賣支局」，附屬有「壽造酒場」和「煙草耕作指導所」，並管轄「花蓮港專賣支局臺東出張所」，而後壽造酒場廢止，改設「花蓮港造酒場」。1924年12月25日，「花蓮港專賣支局」改稱「專賣局花蓮港支局」，而「花蓮港造酒場」改稱「花蓮港酒工場」。1933年7月，開始啤酒專賣。1934年6月開始樟腦專賣。1942年7月，開始度量衡、火柴專賣；同年11月，專賣局玉里出張所廢止，併入花蓮港支局。1944年，花蓮港專賣支局和酒工場遭到美軍空襲，遭到了嚴重損害。
專賣局花蓮港支局的鹽、酒類、香菸、火柴販賣管轄範圍為花蓮港廳全境，菸草耕作管轄範圍為花蓮港廳 （花蓮郡カナガン社（和仁）以北地區除外）、臺東廳，樟腦、樟腦油製造的管轄範圍為花蓮港廳、臺東廳關山郡。花蓮港支局亦負責管理花蓮廳下指定保護的天然樟樹林，此保護林原為殖產局在1909年指定，在1912年改由專賣局負責管理。
| 係別   | 組織 |
| ------ | --- |
| 總務係 | 庶務、營繕、會計、物品、營業、取締掛 |
| 製腦係 | - 壽監督所（下轄水璉巡視所） - 鳳林監督所（下轄新社巡視所） - 瑞穗監督所（下轄奇美巡視所） - 玉里監督所 - 三笠監督所（下轄馬久達、觀音山巡視所） |
| 耕作係 | 吉野、豐田、林田、上大和、瑞穗、玉里、臺東駐在所                                                                                                 |
| 工場係 | 釀造（生產瑞光、萬壽、南泉清酒）、米酒（生產米酒、燒灼）、紅酒（生產黃雞紅酒）、包裝、機械、化學管理掛                                           |

#### 附屬煙草試驗場和煙草耕作指導所
花蓮港煙草試驗場原為殖產局移民課位於豐田村的指導所農場，其在1918年4月廢止後改由專賣局作為「豐田煙草耕作指導所」，在1934年12月改稱「花蓮港煙草試驗場」。由於業務整併需要，菸草耕作指導的業務逐漸轉移到餘1935年6月新設立的「壽煙草耕作指導所」，並於1940年4月皆遷至壽村。

### 戰後公賣局時期
國民政府接收專賣局花蓮支局之後，將其改稱「臺灣省專賣局花蓮港酒工廠」，並對廠房進行修復，並繼續生產酒類產品。1947年，臺灣省專賣局改制為「臺灣省菸酒公賣局」，花蓮酒廠則改稱「第八酒廠」，並於同年菸酒分立，結束製菸業務。然而，1951年的地震造成花蓮市區與酒廠的多棟建築受損。1957年，更名為「臺灣省菸酒公賣局花蓮酒廠」。花蓮酒廠在後來因廠區發展受限而考慮遷廠，1988年遷至美崙工業區，舊廠業務於是停止。

### 文化創意產業園區
在閒置多年之後，2002年9月23日花蓮縣政府公告花蓮舊酒廠登錄為歷史建築；同年行政院推動「挑戰2008：國家發展重點計畫」，將花蓮舊酒廠規劃為「花蓮創意文化園區」，開始廠房建築修復與園區規劃。2006年，行政院文化建設委員會接管花蓮舊酒廠，進行修繕。
2012年，花蓮文創產業園區開放，文建會委託「新開股份有限公司」經營。然而新開公司經營困難，加上2018年花蓮地震造成園區建物多處受損，連帶影響經營狀況。2019年7月，園區暫時關閉，並進行修繕維護工程，僅開放遊客服務中心及部份場館。
因新開公司無法依約開放園區場館，2019年12年10日文化部終止與新開公司契約，並自2020年1月1日起委託國立臺東生活美學館進駐及協助管理工作，並預定提出全區規劃案，最後於2020年底進行全區開放工作。2022年7月1日起委託財團法人臺灣生活美學基金會，負責園區營運管理，成為東部地區文化創意產業發展基地。

## 圖片

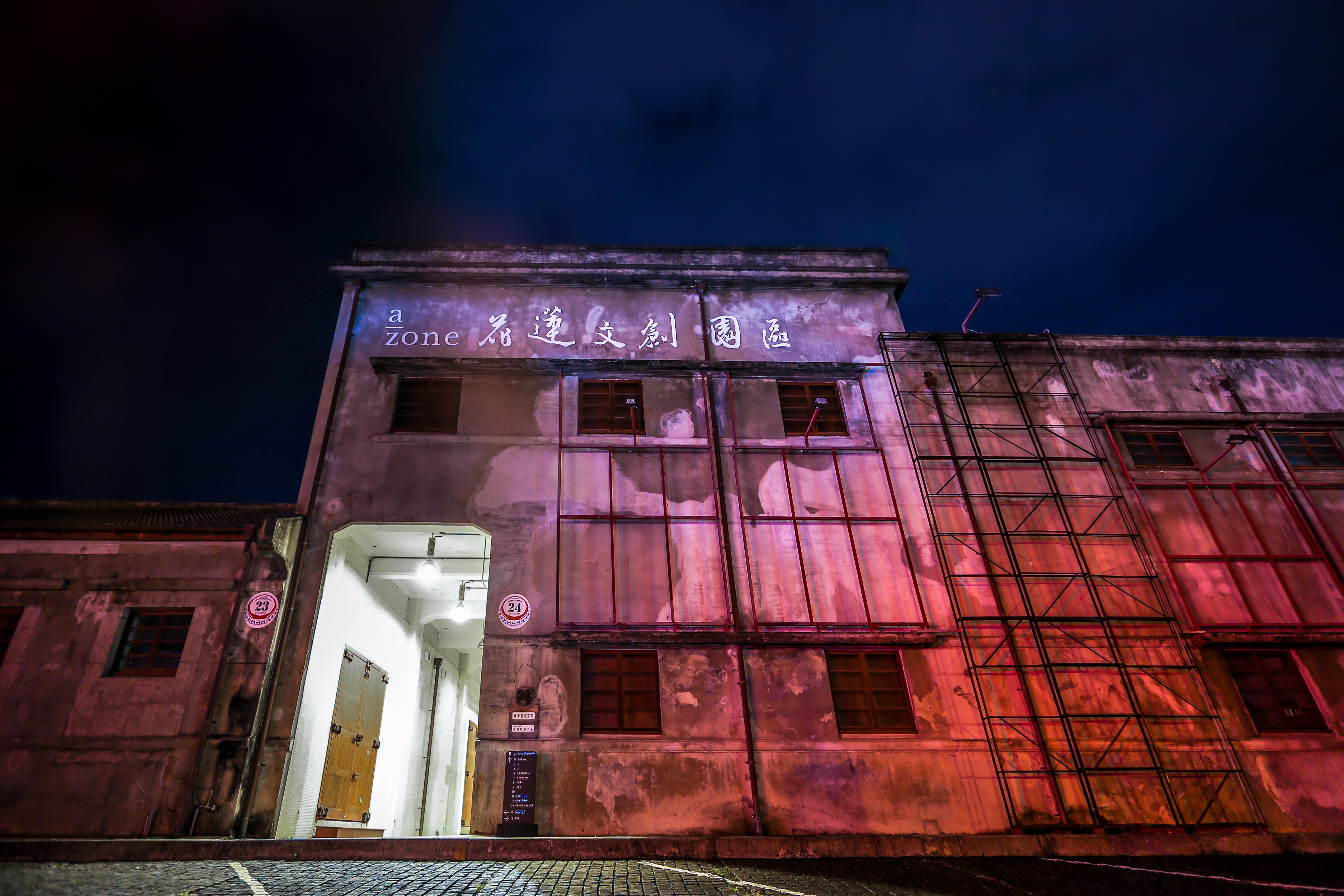
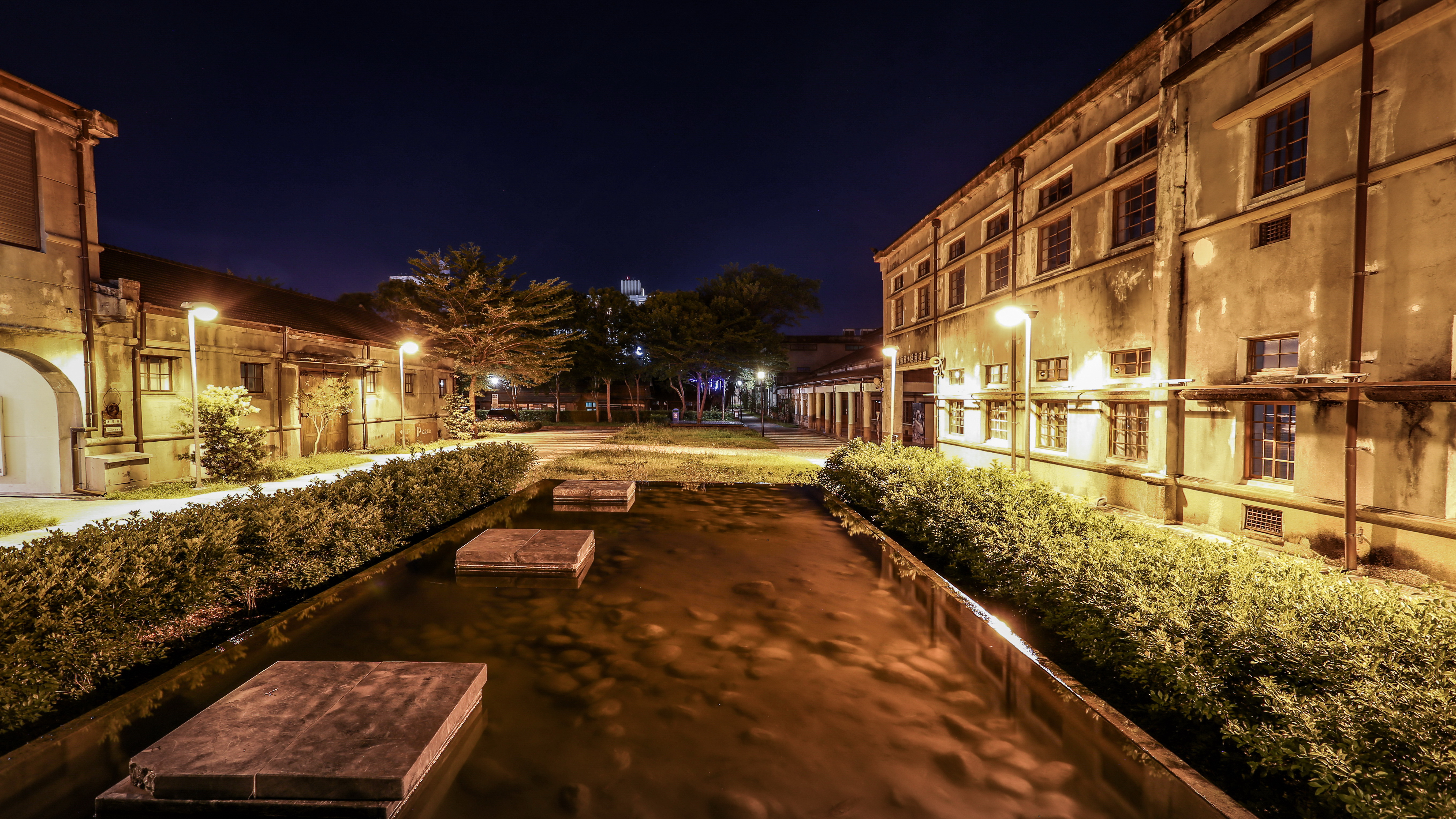
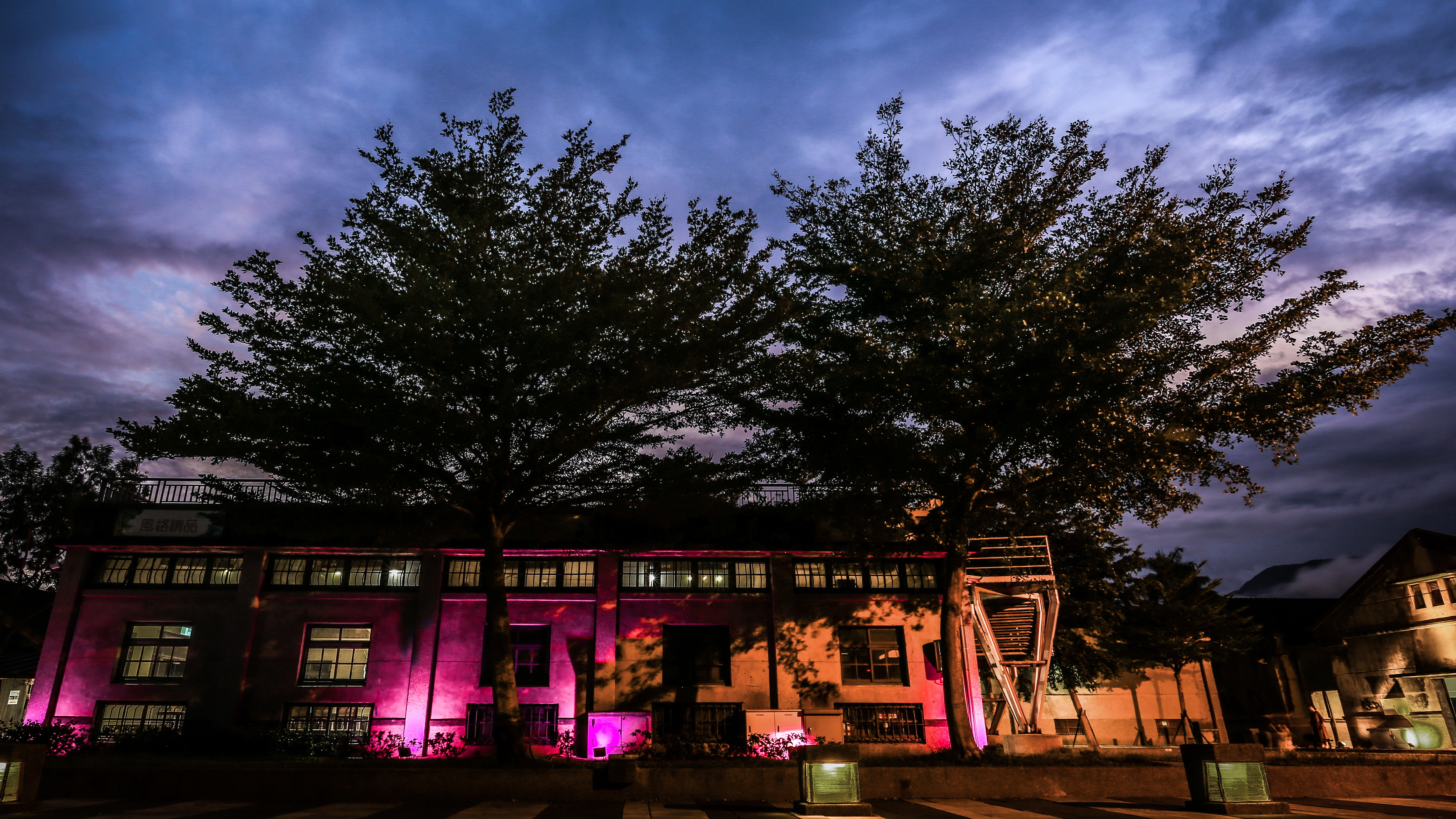
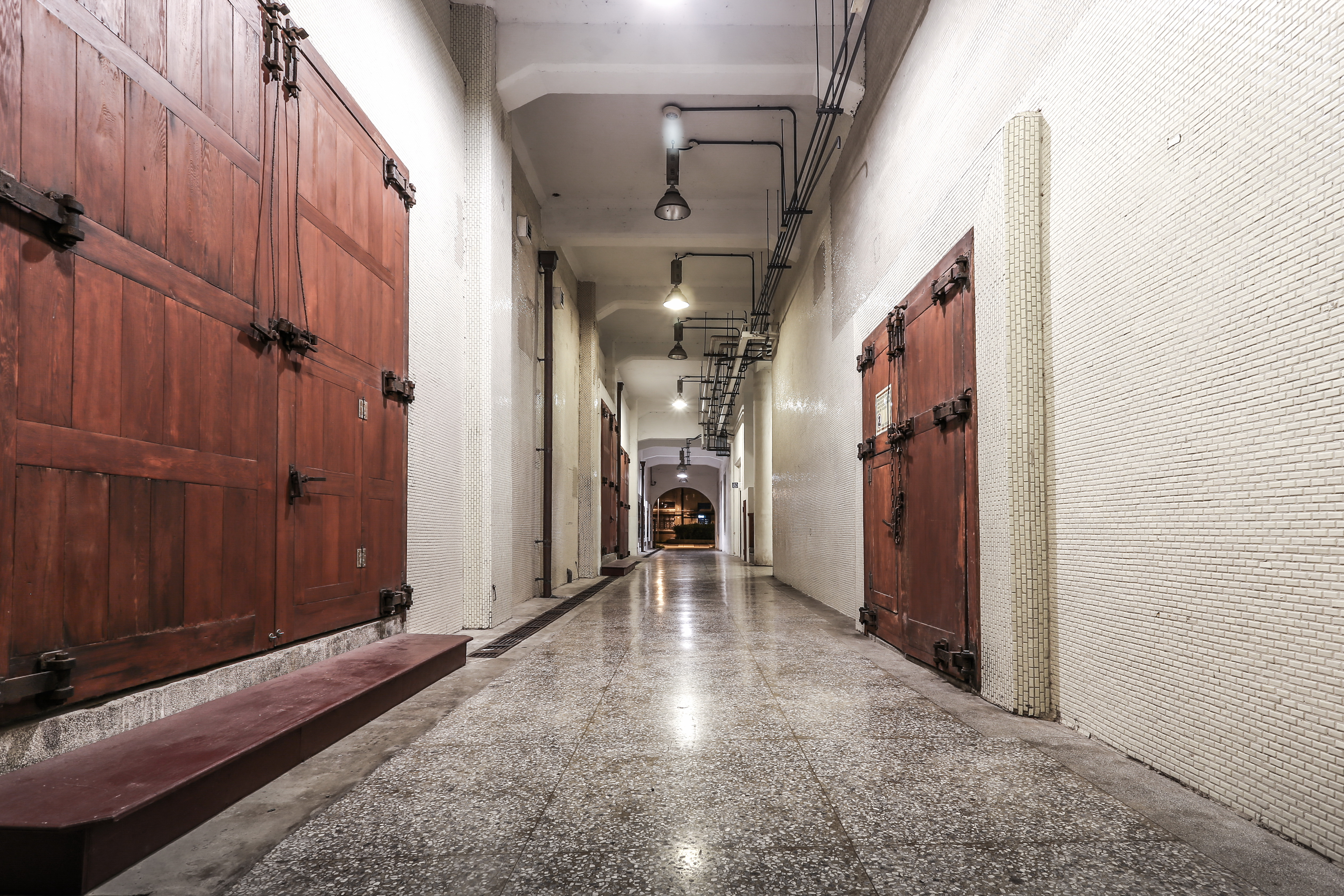
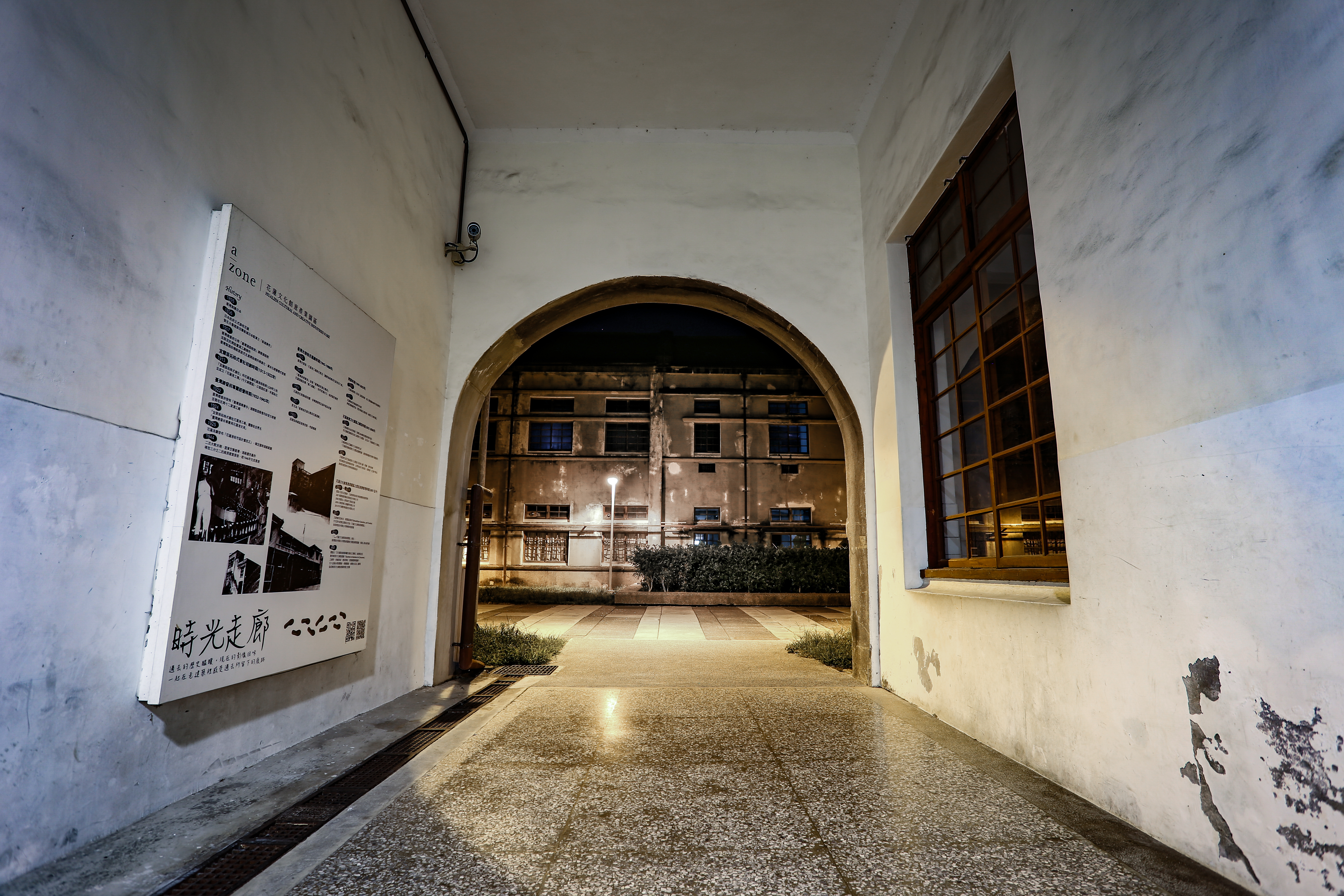
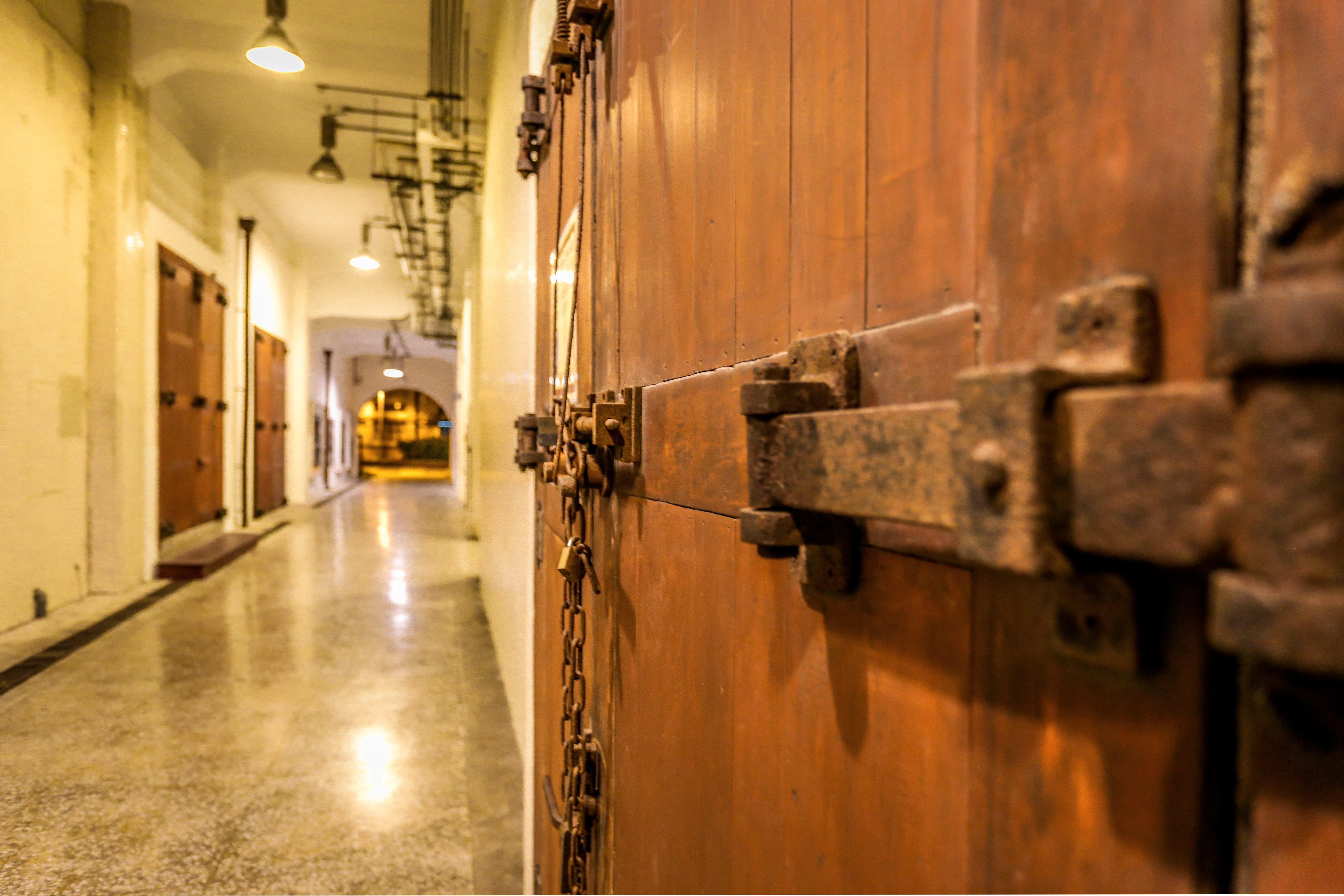
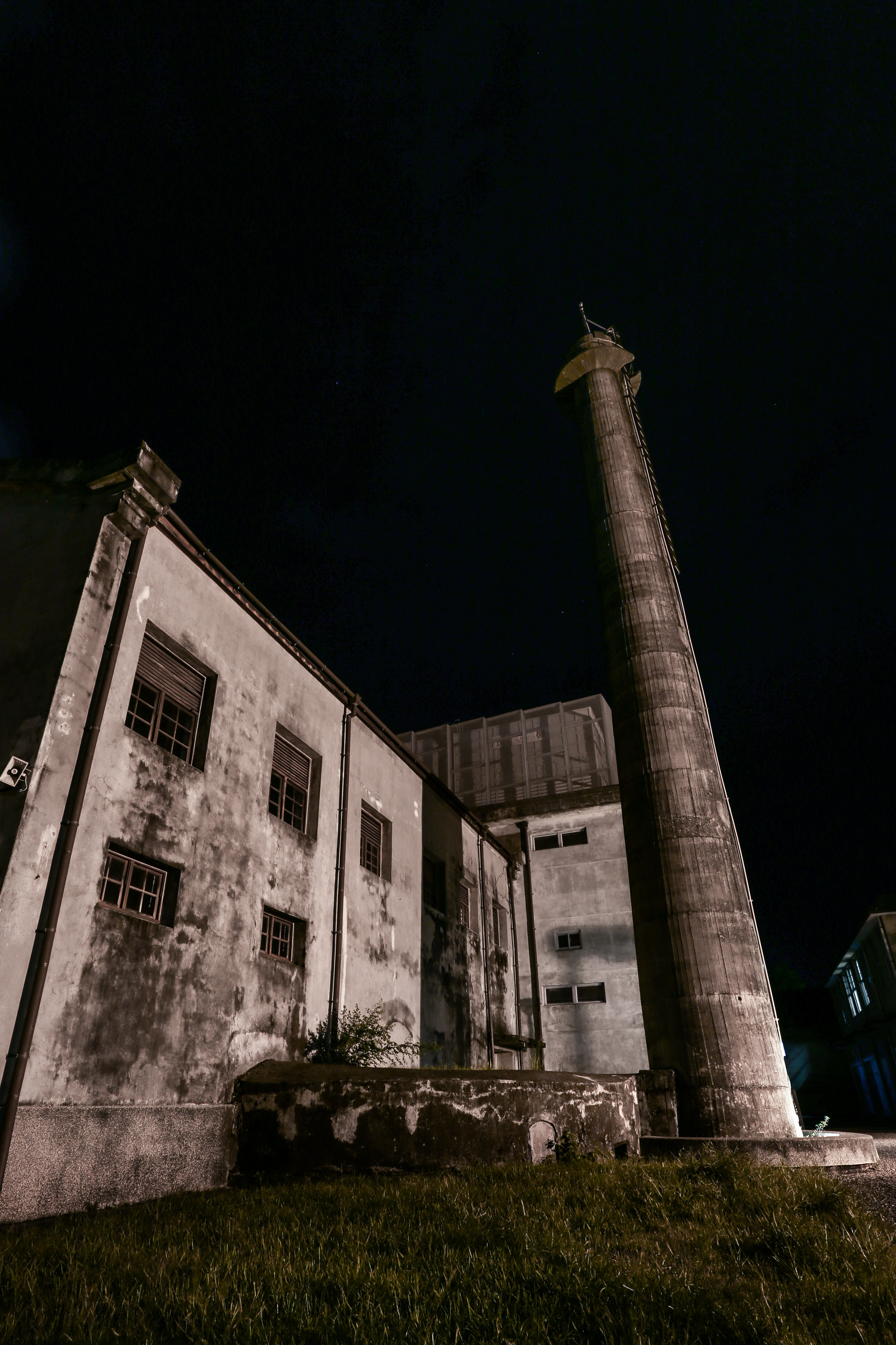
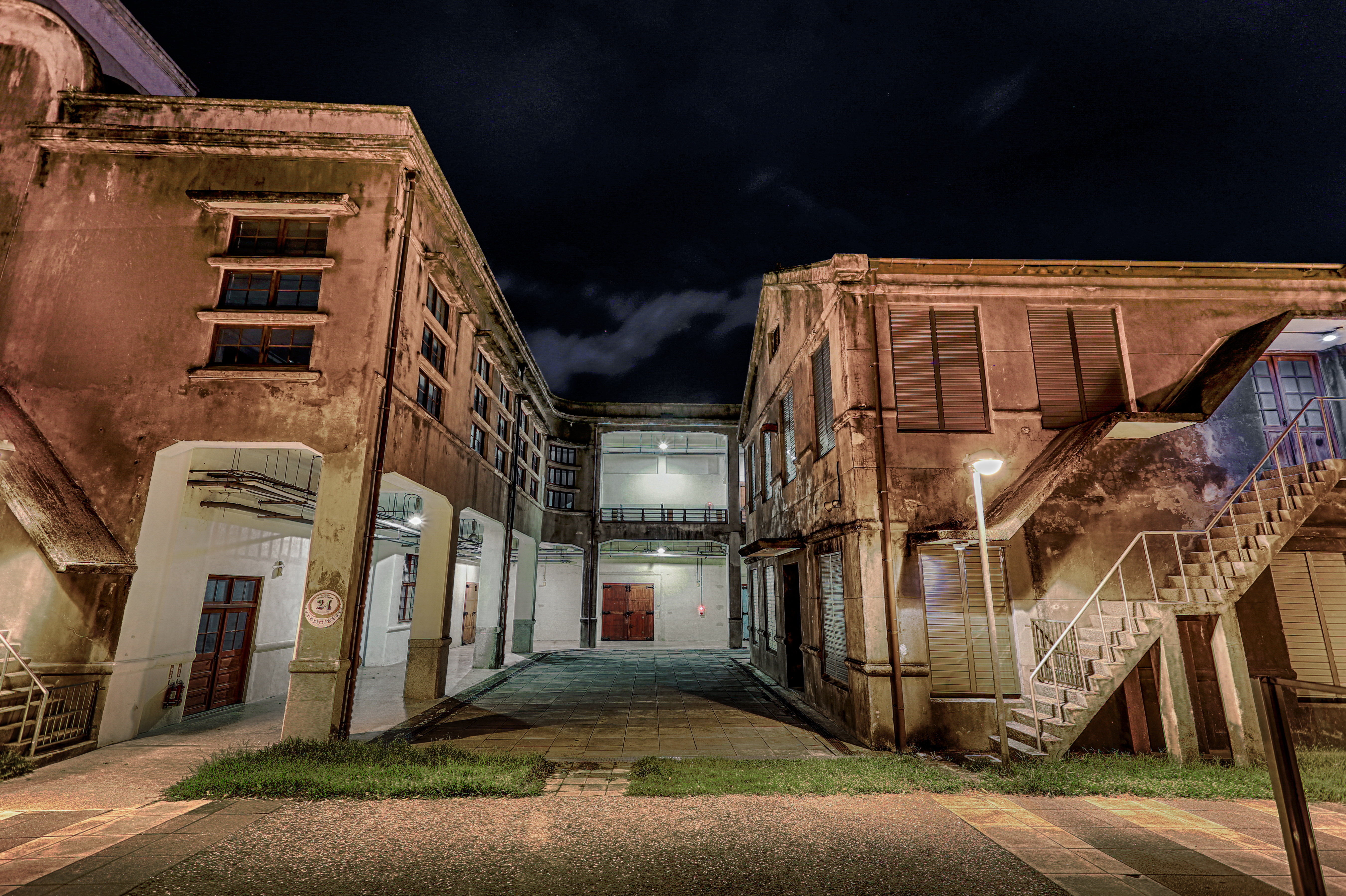
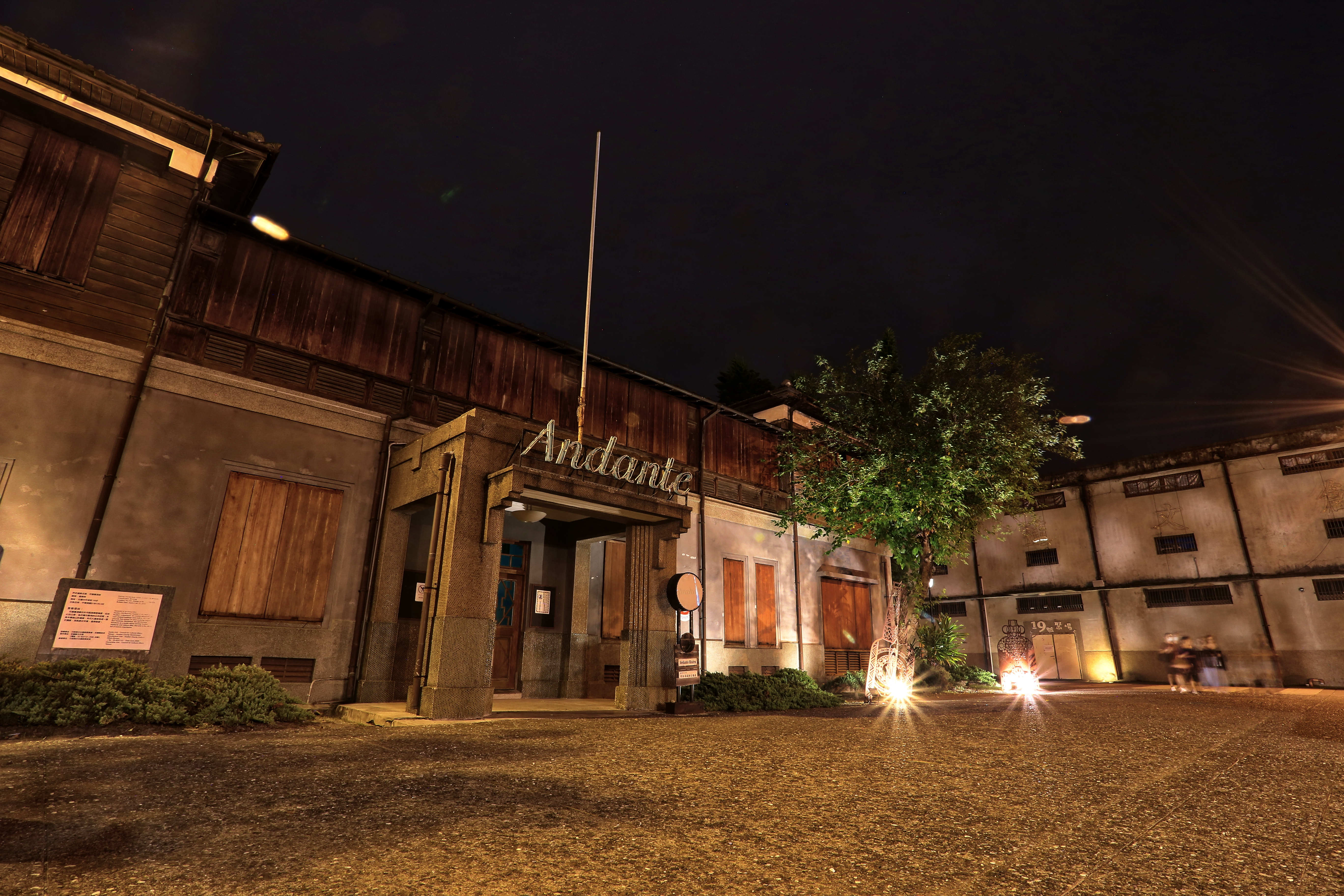
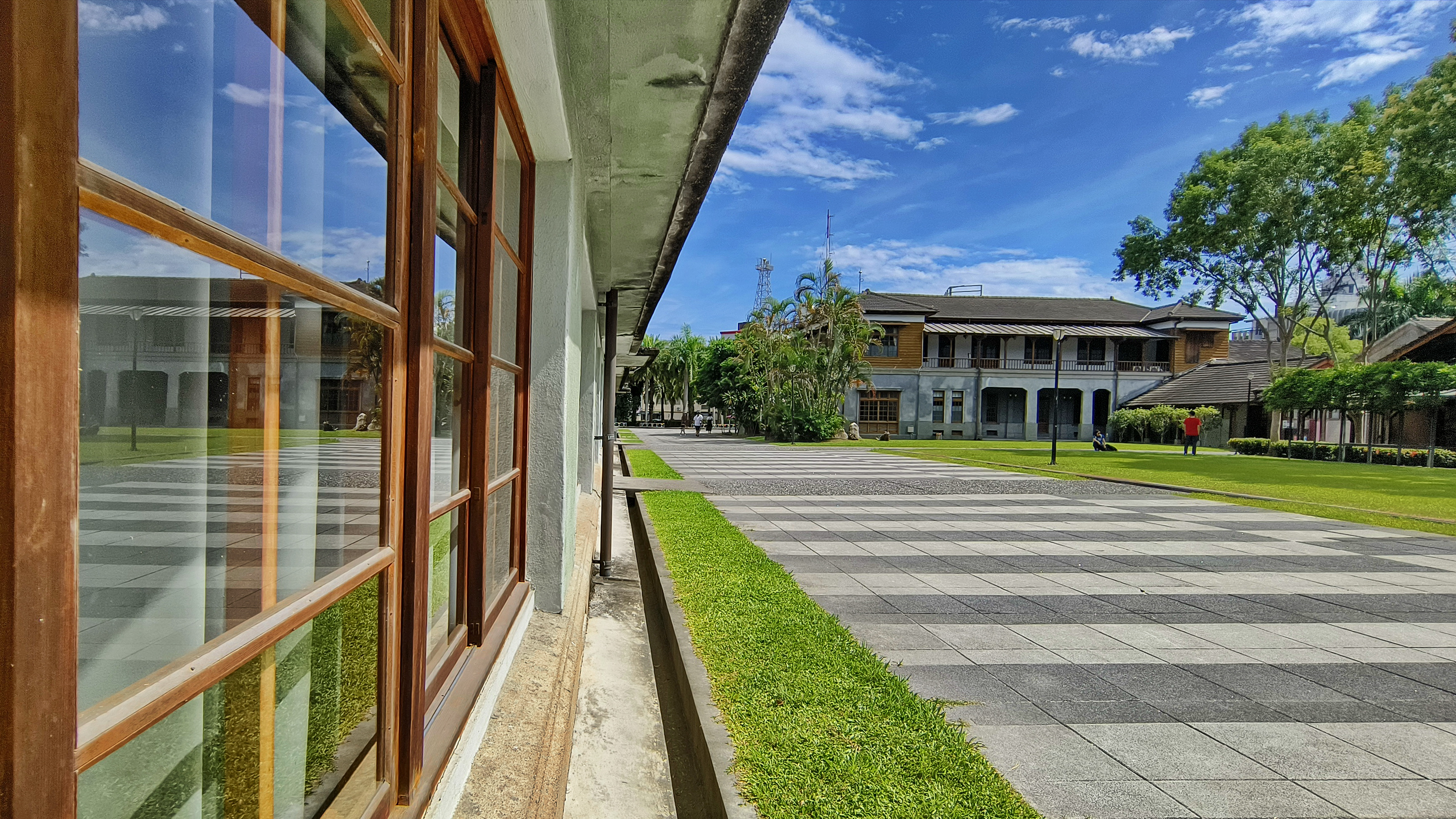
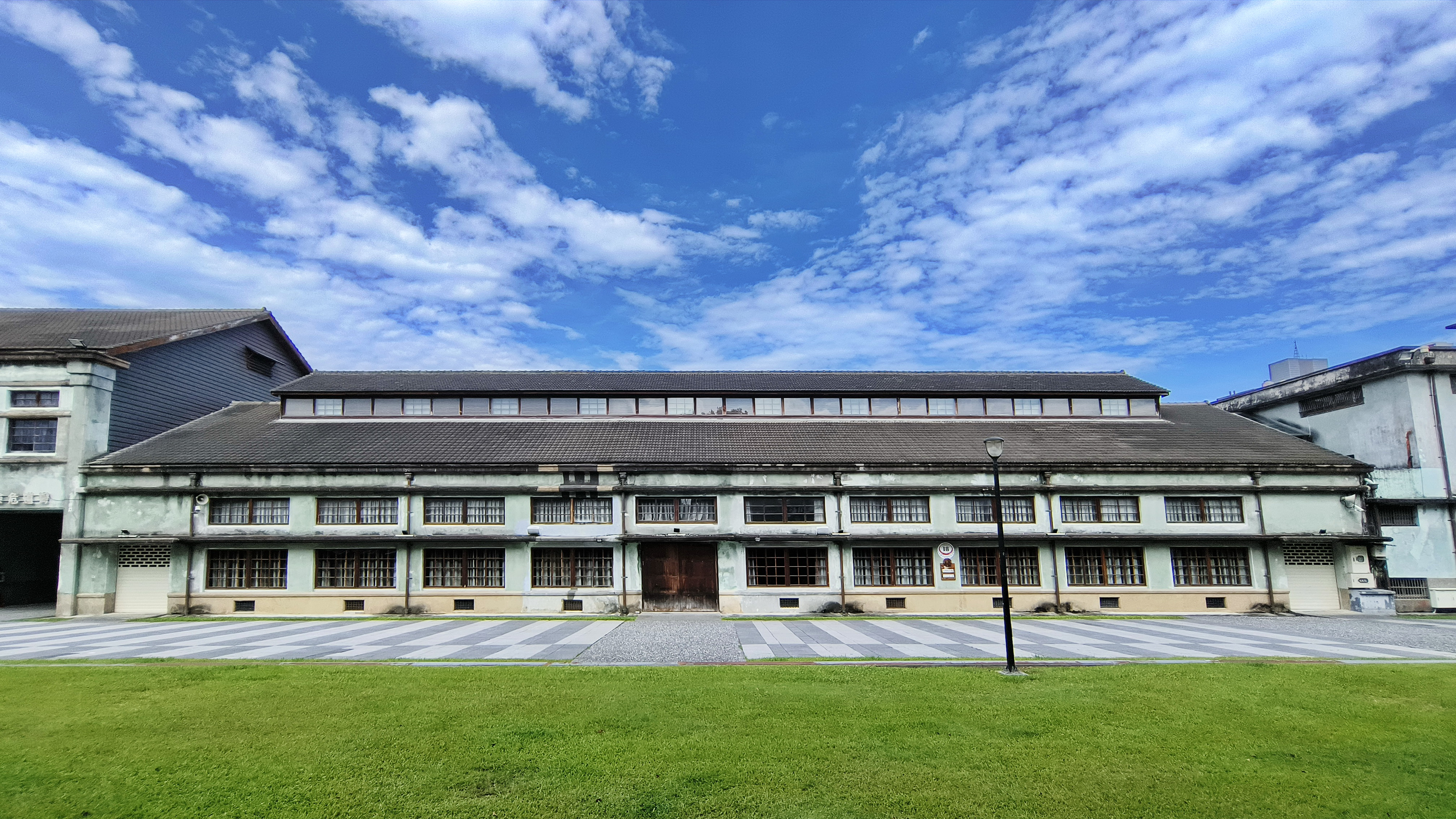

## 交通
- 大眾運輸

可搭乘火車或國道客運前往台鐵花蓮車站，在花蓮轉運站轉乘花蓮縣市區公車，於花蓮文創園區站下車即可抵達。
- 開車

台九線抵花蓮市區後，往吉安方向轉中華路即可抵達，本園區入口即位於中正中華路口（台九丙線起點處）。

## 外部連結
- 花蓮文化創意產業園區官方網站 （页面存档备份，存于）
- 花蓮文化創意產業園區FACEBOOK專頁 （页面存档备份，存于）
- 花蓮文化創意產業園區Instagram